# EHMT1
L'EHMT1 [(in inglese Euchromatic istone-lisina N-metiltransferasi 1, noto anche come G9a, è un istone metiltransferasi che nell'uomo è codificato dal gene EHMT1.

## Funzione
La proteina codificata da questo gene è un istone metiltransferasi che fa parte del complesso E2F6, che reprime la trascrizione. La proteina codificata metila la posizione Lys-9 dell'istone H3, come identificazione per la repressione trascrizionale. Questa proteina può essere coinvolta nel blocco di Myc e E2F, quindi potrebbe avere un ruolo nella trascrizione del ciclo cellulare G0/G1.

## Significato clinico
Difetti in questo gene sono una causa della Kleefstra Syndrome una malattia genetica rara.